# Приморье (Калининградская область)
Примо́рье (до 1946 года — Гросс-Курен,  нем. Groß Kuhren) — посёлок городского типа, учитывающийся с 2018—2019 гг. как сельский населённый пункт (посёлок) в Светлогорском городском округе Калининградской области России.
Население — 1140 чел. (2018).

## География
Посёлок располагается на возвышенности на побережье Балтийского моря. Через него протекает небольшая речка. Железнодорожная станция на законсервированной в настоящее время ветке Светлогорск 1 — Приморск-Новый. Связан со Светлогорском автомобильной дорогой, имеет с ним регулярное автобусное сообщение.

## История
На месте нынешнего посёлка находилась прусская рыбацкая деревня Пелла (в переводе «местность у каменоломни»). С конца XVII века деревня стала называться Гросс-Курен. Главным занятием жителей Гросс-Курена являлось рыболовство. Расцвет деревни начался в середине XIX века с развитием интереса к местным красотам природы, главными из которых были дюна Ципфельберг, прибрежные возвышенности высотой до 50 м, а также поросшие дикими розами овраги. К началу XX века Гросс-Курен превратился в морской курорт. В 1939 году было закончено строительство железной дороги, связывающей всё побережье Земландского полуострова от Кранца (ныне Зеленоградск) до Пиллау (ныне Балтийск). Гросс-Курен стал железнодорожной станцией на этой дороге. Была построена кирпичная кирха. Всего перед войной в посёлке насчитывалось 130 построек.
После Второй мировой войны по решению Потсдамской конференции Гросс-Курен был передан СССР. Переименован в Приморье. С 1951 года являлся посёлком городского типа сначала в Приморском районе, затем в Светлогорском районе. Преобразован в сельский населённый пункт в 2004 году. В посёлке имеются средняя школа, библиотека, Дом культуры. В советское время находился рыболовецкий колхоз.
С 2007 до 2019 гг. являлся административным центром городского поселения Приморье (посёлок Приморье), в которое кроме Приморья входил посёлок Лесное.
Приморье  в рамках организации местного самоуправления в составе сформированного в 2018 году Светлогорского городского округа утратил статус посёлка городского типа, став сельским населённым пунктом (посёлком) в декабре 2018 года.

## Население
| 1959 | 1970  | 1979  | 1989  | 2002  | 2010  | 2012 |
| ---- | ----- | ----- | ----- | ----- | ----- | ---- |
| 1906 | ↗2645 | ↘795  | ↘705  | ↗848  | ↗954  | ↗958 |
| 2013 | 2014  | 2015  | 2016  | 2017  | 2018  |      |
| ↗964 | ↗1019 | ↘1008 | ↗1013 | ↗1097 | ↗1140 |      |

## Достопримечательности
- Рядом с посёлком находится лагерь «Балтийский Артек»[22].
- Неоготическая кирха (1913 года)
- Турбаза